# Episodi di Final Space (terza stagione)
La terza e ultima stagione della serie animata Final Space, composta da 13 episodi, viene trasmessa negli Stati Uniti su Adult Swim dal 20 marzo 2021.
In Italia la stagione sarà interamente pubblicata su Netflix il 16 settembre 2021.
| n° | Titolo originale                     | Titolo italiano                             | Prima TV USA   | Pubblicazione Italia |
| -- | ------------------------------------ | ------------------------------------------- | -------------- | -------------------- |
| 1  | ...And Into The Fire                 | Dalla padella alla brace                    | 20 marzo 2021  | 16 settembre 2021    |
| 2  | The Hidden Light                     | Una luce nascosta                           | 27 marzo 2021  | 16 settembre 2021    |
| 3  | The Ventrexian                       | Il Ventrexiano                              | 3 aprile 2021  | 16 settembre 2021    |
| 4  | One of Us                            | Una di noi                                  | 10 aprile 2021 | 16 settembre 2021    |
| 5  | All The Moments Lost                 | Tutti i momenti persi                       | 17 aprile 2021 | 16 settembre 2021    |
| 6  | Change is Gonna Come                 | Arriva il cambiamento                       | 24 aprile 2021 | 16 settembre 2021    |
| 7  | The Chamber of Doubt                 | La camera del dubbio                        | 1 maggio 2021  | 16 settembre 2021    |
| 8  | Forgiveness                          | Il Perdono                                  | 8 maggio 2021  | 16 settembre 2021    |
| 9  | Hyper-Transdimensional Bridge Rising | L'apertura del Ponte Iper-transdimensionale | 15 maggio 2021 | 16 settembre 2021    |
| 10 | Until the Sky Falls                  | Fino Alla caduta del cielo                  | 22 maggio 2021 | 16 settembre 2021    |
| 11 | The Dead Speak                       | I morti parlano                             | 29 maggio 2021 | 16 settembre 2021    |
| 12 | The Leaving                          | La partenza                                 | 7 giugno 2021  | 16 settembre 2021    |
| 13 | The Devil's Den                      | La tana del diavolo                         | 14 giugno 2021 | 16 settembre 2021    |